# Loïc Dombreval
Loïc Boissel-Dombreval, dit Loïc Dombreval, né le 16 avril 1966 à Boulogne-Billancourt (Hauts-de-Seine), est un vétérinaire et homme politique français.
Membre de La République en marche, puis d'Horizons depuis 2022, il est élu député dans la deuxième circonscription des Alpes-Maritimes lors des élections législatives de 2017. Son mandat a été marqué par la promulgation de la loi visant à lutter contre la maltraitance animale et conforter le lien entre les animaux et les hommes, dont il est à l'initiative. Candidat à sa réélection, il est battu lors des élections législatives de 2022 par Lionel Tivoli, candidat RN.
En juin 2022, il est élu Président du Conseil National de la Protection Animale, association régie par la loi de 1901 et reconnue d’intérêt général, créée en 1970 par le docteur vétérinaire Fernand Méry.
Il est nommé Inspecteur Général de l’Administration du Développement Durable en conseil des Ministres le 22 décembre 2022.
Il est haut fonctionnaire, Administrateur de l’État depuis le 2 janvier 2023.
Il est chevalier de l’ordre du mérite agricole depuis le 31 janvier 2024.

## Biographie
Loïc Boissel-Dombreval,,,, naît le 16 avril 1966 à Boulogne-Billancourt.
Il est docteur vétérinaire, diplômé de l’École nationale vétérinaire d’Alfort et lauréat de la faculté de médecine de Paris-Créteil.

### Carrière professionnelle
D’abord vétérinaire praticien (1990-1995), il occupe ensuite les fonctions de directeur de la communication de la filiale française de Virbac, entreprise du médicament vétérinaire et de la nourriture pour chiens et chats, (1995-1999), puis de consultant senior en stratégie chez Capgemini (1999-2000), de directeur conseil chez Publicis Santé (2000-2001), et enfin de créateur puis cogérant de la société Life Communication de 2002 à 2019.
Il est conseiller régional de l'Ordre des vétérinaires PACA-Corse de 1999 à 2011. En 2019, il intègre le comité d'éthique de l'Ordre national des vétérinaires, nouvellement créé.

### Parcours politique
En 2007, Loïc Dombreval se présente aux élections législatives de 2007 dans la sixième circonscription des Alpes-Maritimes. Sous l'étiquette UDF - MoDem, il obtient 6,70 % des voix au premier tour.
Il est élu président du MoDem des Alpes-Maritimes en 2008.
Il se porte candidat aux élections européennes de 2009 pour le MoDem dans la circonscription Sud-Est (7,37 %, non-élu) puis aux élections régionales de 2010 en Provence-Alpes-Côte d'Azur, en qualité de tête de liste pour le MoDem dans les Alpes-Maritimes (2,51 % au premier tour, non-élu).
Il est candidat tête de liste aux élections municipales de Vence en 2008 et réalise le score de 32 % au second tour. Il est élu conseiller municipal et devient chef du groupe d'opposition à Vence de 2008 à 2014.
En avril 2014, il est candidat à la mairie de Vence, à la tête d'une liste sans étiquette rassemblant UMP, UDI, PS, PRG, écologistes indépendants, SE et membres de la société civile. Lors du second tour, après avoir fusionné sa liste avec celle de Anne Satonnet (conseillère départementale) Loïc Dombreval est élu maire de Vence, président du syndicat intercommunal du « Pays de Vence » (8 communes) et vice-président de la Métropole Nice Côte d'Azur délégué à la biodiversité d’avril 2014 à juillet 2017.
En 2015, il est élu conseiller régional de la région Provence-Alpes-Côte d'Azur sur la liste de Christian Estrosi et devient président de la commission « environnement, mer et forêt ».
Lors de la primaire de la droite et du centre de 2016 il soutient Alain Juppé.
Il est élu député dans la 2e circonscription des Alpes-Maritimes le 18 juin 2017, recueillant 59,07 % des voix au deuxième tour face au candidat du Front national (40,93 %). Il démissionne alors de ses mandats de maire de Vence, de vice-président de la Métropole de Nice Côte d'Azur et de conseiller régional pour ne conserver que ceux de conseiller municipal de Vence et de conseiller métropolitain.
Il est membre du parti Horizons, fondé par Édouard Philippe, depuis 2022.
Candidat à sa réélection, il est battu lors des élections législatives de 2022 par Lionel Tivoli, candidat du RN.
Il est nommé Inspecteur Général de l’Administration du Développement Durable (IGADD) en conseil des Ministres le 22 décembre 2022.

### Action parlementaire
Engagé dans la lutte pour le bien-être animal et les droits des animaux, il se dit farouchement opposé à la corrida, à la vénerie et au déterrage, qui « font souffrir l’animal », et demande un dimanche sans chasse, considérant qu'il faut « faire cohabiter chasseurs, promeneurs, vététistes », bien qu'il ne se considère pas comme anti-chasse. Il dit regretter la radicalisation dans le débat sur la condition animale, dans lequel il prône davantage la « transition », considérant que cette cause « engage notre humanité ». Il se dit également opposé au véganisme, qui rompt selon lui « la relation avec l'animal ».
Loïc Dombreval préside le groupe d'étude parlementaire « condition animale », il fait aussi partie des parlementaires signataires de la proposition de référendum d'initiative partagée sur le bien-être animal, qui ne sera finalement pas validée.
En décembre 2019, le Premier ministre Édouard Philippe lui confie une mission parlementaire sur le bien-être des animaux de compagnie et des équidés. Il remet son rapport de mission au gouvernement en juin 2020, dans lequel il propose 121 mesures. Il est ensuite le rapporteur général de la proposition de loi du 30 novembre 2021 visant à lutter contre la maltraitance animale et conforter le lien entre les animaux et les hommes, qui reprend certaines des mesures proposées dans son rapport.
Il s'oppose à l'arrêt du remboursement des préparations homéopathiques par la sécurité sociale décidé à l'été 2019,.

## Détail des mandats
- Du 4 avril 2014 au 17 juillet 2017 : maire de Vence, vice-président de la Métropole Nice Côte d'Azur.
- Du 18 décembre 2015 à juillet 2017 : conseiller régional de la région Provence-Alpes-Côte d'Azur, président de la commission environnement, mer et forêt.
- Du 17 juillet 2017 à juin 2020 : conseiller municipal de Vence et conseiller de la Métropole de Nice Côte d'Azur.
- Du 21 juin 2017 au 21 juin 2022 : député des Alpes-Maritimes.